# Le Carlar del Còmte
Le Carlar de Baile (francès Carlar-Bayle) és un municipi francès situat al departament de l'Arieja i a la regió d'Occitània.